# プライア・クルーベ
プライア・クルーベ（Praia Clube）は、ブラジル・ミナスジェライス州ウベルランジアを本拠地とする女子バレーボールクラブ。1935年に創設された。2024/25シーズンはブラジルスーパーリーガ1部に所属。

## 歴史
1935年に創設され、当初は水泳分野での活動を行っていた。1980年代にバレーボール分野にも活動の場を広げ、1989年にミナスジェライス州のバレーボール連盟に加入し、シニアのクラブチームが設立された。2006年にミネイロチャンピオンカップで初のタイトルを獲得。2008/09シーズンにスーパーリーガへ参戦し、初年度は9位で終えた。2011/12シーズンのスーパーリーガで6位、2012/13～2014/15シーズンのスーパーリーガでは5位と徐々に成績を安定させると、2015/16シーズンのスーパーリーガではクォーターファイナルではSesi São Pauloを2勝1敗で勝ち越しセミファイナルではGerdau/Minasに勝利し、決勝へ進出。ファイナルではレクソーナ・アデスに敗れるも、初の準優勝と大きく成績をあげた。そして、2017/18シーズンのスーパーリーガではレギュラーラウンドを21勝1敗と圧倒的な強さで首位通過し、セミファイナルでオザスコを破り決勝へ進出。ファイナルではSesc-RJ/Flamengoに勝利し悲願の初制覇を達成した。2018年12月には世界クラブ選手権に出場し4位の成績を残した。2018/19、2020/21、2021/22シーズンのスーパーリーガでは準優勝し、強豪クラブとしての地位を確立していく。2022/23シーズンのスーパーリーガではレギュラーラウンドを20勝2敗の首位通過すると、クォーターファイナルではGrêmio Recreativo Barueriを、セミファイナルではレクソーナ・アデスを破り、決勝へ進出。ファイナルではジェルダウ・ミナスに勝利し5シーズンぶりのリーグ優勝を果たした。また、2023年5月の南米クラブ選手権で優勝を果たした。2023/24シーズンはまず12月に中国で開催された世界クラブ選手権で4位となった。スーパーリーガではレギュラーラウンドを16勝6敗の4位通過となり、クォーターファイナルでアソシアソン・ヴォレイ・バウルに勝利し、セミファイナルでは前年度と同じくレクソーナ・アデスを破り決勝へ進出した。ファイナルではジェルダウ・ミナスに1-3で敗れて準優勝となった。

## 主な成績
スーパーリーガ
- 優勝：2017/18、2022/23シーズン
- 準優勝：2015/16、2018/19、2020/21、2021/22、2023/24シーズン
- 3位：2016/17シーズン

南米クラブ選手権
- 優勝：2021年、2023年
- 準優勝：2017年、2019年、2020年、2022年、2024年

## 登録選手
2024-25年シーズンの登録選手は次の通り。
| 背番号 | 名前                   | ポジション           | 身長 | 備考       |
| ------ | ---------------------- | -------------------- | ---- | ---------- |
| 2      | ナタリア・アラウージョ | リベロ               | 1.62 |            |
| 3      | マクリス・カルネイロ   | セッター             | 1.78 |            |
| 5      | アデニジア・シルバ     | ミドルブロッカー     | 1.85 | キャプテン |
| 7      | ソフィア・クズネツォワ | アウトサイドヒッター | 1.84 |            |
| 8      | Juliana Carrijo        | セッター             | 1.77 |            |
| 9      | Gabriela Martins       | ミドルブロッカー     | 1.84 |            |
| 10     | マイアラ・バッソ       | アウトサイドヒッター | 1.87 |            |
| 11     | ニア・リード           | オポジット           | 1.89 |            |
| 12     | カロリネ・ガッタス     | ミドルブロッカー     | 1.91 |            |
| 14     | Payton Caffrey         | アウトサイドヒッター | 1.81 |            |
| 15     | モニーキ・パボン       | オポジット           | 1.78 |            |
| 16     | Priscila Souza         | アウトサイドヒッター | 1.84 |            |
| 17     | スエレン・ピント       | リベロ               | 1.66 |            |
| 18     | ミルカ・マルシリア     | ミドルブロッカー     | 1.90 |            |
| 20     | Milla Camurça          | セッター             | 1.75 |            |

## 主な歴代所属選手
| - アルレネ・シャビエル - バレウスカ・オリベイラ - ウェリサ・ゴンザーガ - マリアーネ・ステインブレシェル - ファビアナ・クラウジノ - アンドレイア・スフォルジン - ナターシャ・ファリネア - ミシェリ・パボン - フェルナンダ・ロドリゲス - スエリ・オリベイラ | - クラウディア・ダ・シルバ - アマンダ・フランシスコ - プリシラ・ダロイト - カミラ・ブライト - タンダラ・カイシェタ - アナ・コレーア - アナ・ダシウバ - ロザマリア・モンチベレル - ナイアネ・リオス - タイナラ・サントス | - ダニエル・スコット - キンバリー・グラース - ニコル・フォーセット - カーリー・ロイド - アレクサンドラ・クラインマン - ブライエリン・マルティネス - ヒネイリ・マルティネス - ダイミ・ラミレス - アンネ・バイス - ドブリアナ・ラバジエバ |